# Tercera División RFEF 2021-22 (Grupo I)

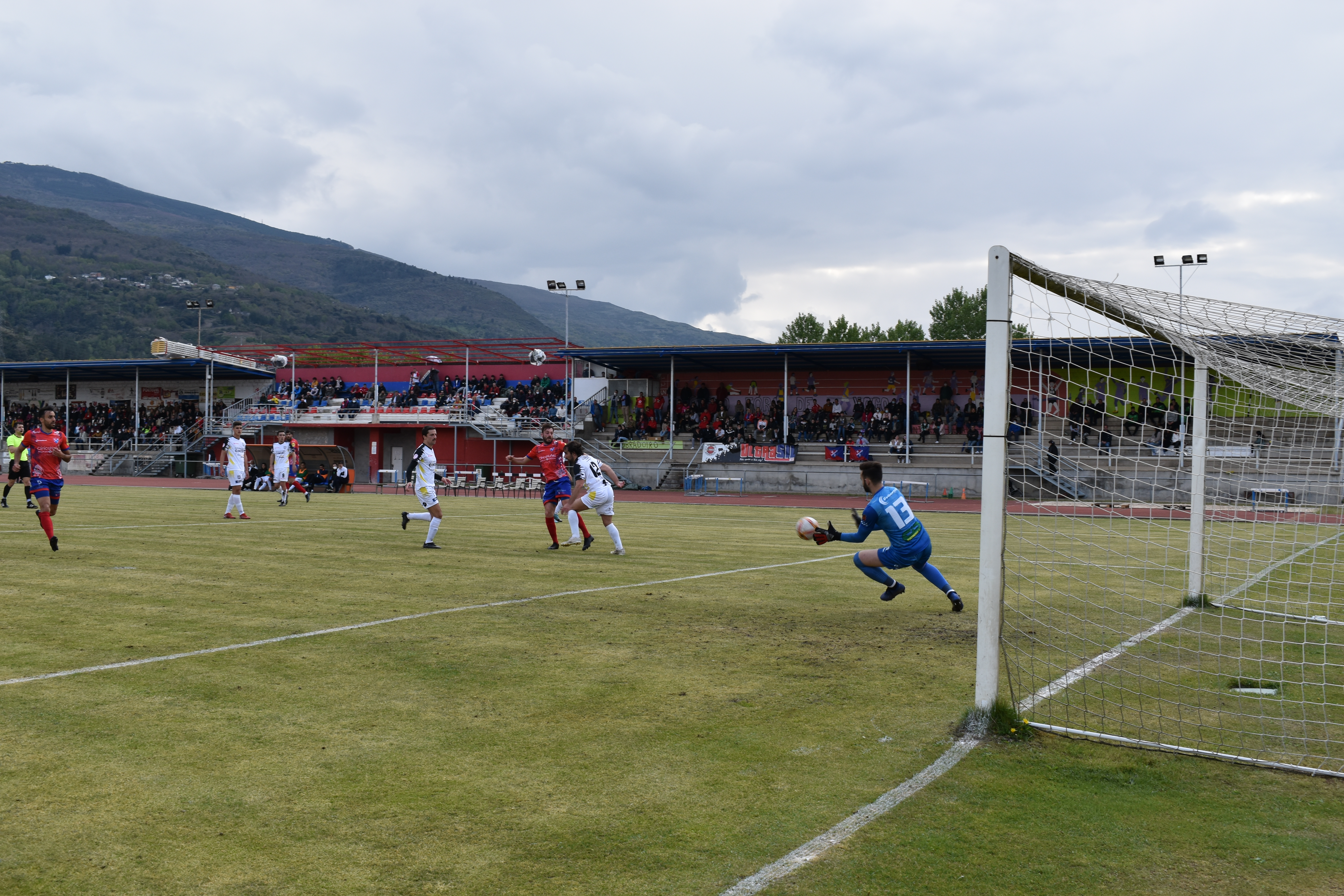
CD Barco - Atlético Arnoia.

La temporada 2021-22 del Grupo I de la Tercera División  RFEF de fútbol comenzó el 11 de septiembre de 2021 y finalizó el 24 de abril de 2022. Posteriormente se disputará la promoción de ascenso entre el 8 y el 15 de mayo en su fase territorial, y el 22 de mayo en su fase nacional. Se trata de la primera edición bajo esta denominación tras la reestructuración de las categorías no profesionales por parte de la RFEF.

## Sistema de competición
Participan diecisiete clubes en un único grupo. Se enfrentan todos contra todos en dos ocasiones -una en campo propio y otra en campo contrario- durante un total de 34 jornadas. El orden de los encuentros se decide por sorteo antes de empezar la competición. La Federación de Fútbol de Galicia es la responsable de designar las fechas de los partidos y los árbitros de cada encuentro, reservando al equipo local la potestad de fijar el horario exacto de cada encuentro.
Una vez finalizada la competición, el primer clasificado asciende directamente a Segunda División RFEF y se proclama campeón de Tercera RFEF.
Los clasificados entre el segundo y el quinto lugar disputan un Play Off territorial en formato de eliminatorias a partido único en sede neutral. En caso de empate el vencedor de la eliminatoria es el equipo mejor clasificado. El equipo vencedor de este Play Off se clasifica a la Promoción de ascenso a Segunda División RFEF que tiene carácter de final interterritorial.
Los últimos clasificados, por confirmar el número, descienden directamente a Preferente Autonómica. Hay que tener en cuenta que existe la obligación federativa de conformar la Tercera RFEF para la temporada siguiente, la 2022-2023, en un máximo de 16 equipos; por lo que el número de descensos en esta temporada será proporcional a las necesidades de la Territorial gallega para ajustarse a ese número de equipos.
El sistema de competición y las consecuencias clasificatorias fueron aprobadas por la RFEF.

## Ascensos y descensos
Los equipos que mantuvieron la categoría en la última temporada de Tercera División participan en la primera edición de Tercera División RFEF. Las posiciones de descenso indicadas son las absolutas de grupo, no de subgrupos de permanencia.
| Pos. | Ascendidos a 2.ª División RFEF |
| ---- | ------------------------------ |
| 1.º  | C. D. Arenteiro                |
| 2.º  | Bergantiños F. C.              |
| 3.º  | Arosa S. C.                    |

| Pos.         | Ascendidos de Preferente Galicia |
| ------------ | -------------------------------- |
| 1.º G. Norte | C. F. Noia                       |
| 2.º G. Norte | S. D. Sofán                      |
| 1.º G. Sur   | Atlético Arnoia                  |
| 2.º G. Sur   | S. D. Juvenil de Ponteareas      |

| Pos. | Descendidos a Preferente Autonómica |
| ---- | ----------------------------------- |
| 17.º | U. D. Ourense                       |
| 18.º | C. D. Ribadumia                     |
| 19.º | Agrupación Estudiantil C. F.        |
| 20.º | S. D. Fisterra                      |
| 21.º | U. D. Atios                         |
| 22.º | U. D. Paiosaco                      |
| 23.º | C. D. As Pontes                     |
| 24.º | C. D. Pontellas                     |

### Cambios de entrenadores
| Equipo | Entrenador (Jornadas) | Fecha de vacante | Tipo de salida | Posición en la tabla | Entrenador entrante | Fecha de nombramiento |
| ------ | --------------------- | ---------------- | -------------- | -------------------- | ------------------- | --------------------- |

## Equipos

### Listado de equipos

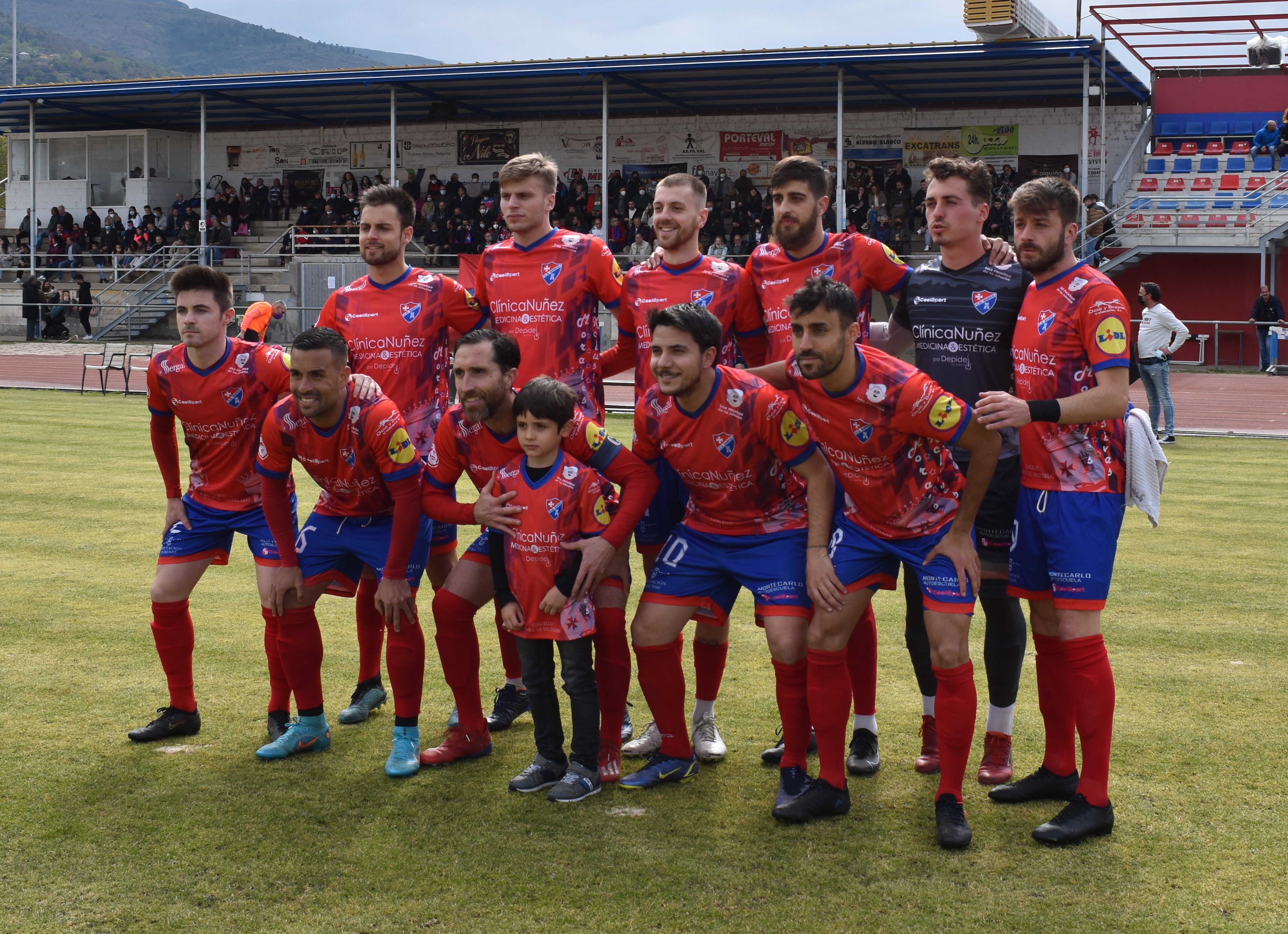
CD Barco.

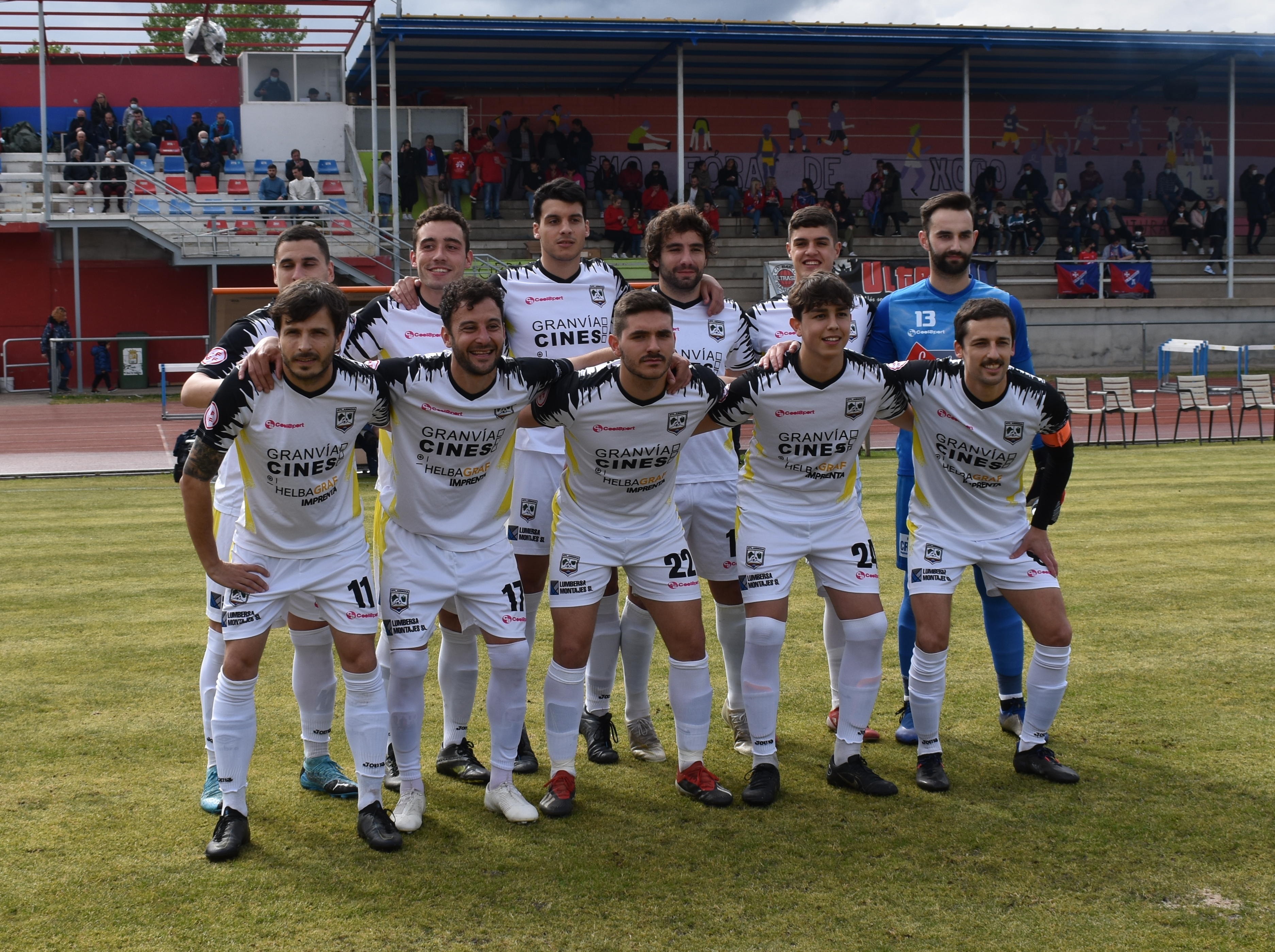
Atlético Arnoia.

| Equipo                     | Localidad              | Estadio          | Aforo |
| -------------------------- | ---------------------- | ---------------- | ----- |
| Alondras C. F.             | Cangas de Morrazo      | O Morrazo        | 3500  |
| C. S. D. Arzúa             | Arzúa                  | Do Viso          | 1000  |
| Atlético Arnoia            | Arnoya                 | A Queixeira      | 250   |
| C. D. Barco                | El Barco de Valdeorras | Calabagueiros    | 1200  |
| C. D. Choco                | Redondela              | Santa Mariña     | 1000  |
| C. D. Estradense           | La Estrada             | Novo Municipal   | 1000  |
| R. C. D. Fabril            | Abegondo               | Abegondo         | 1000  |
| S.D. Juvenil de Ponteareas | Puenteareas            | Pardellas        | 500   |
| C. F. Noia                 | Noya                   | San Lázaro       | 1000  |
| Polvorín F. C.             | Lugo                   | A Cheda          | 500   |
| Ourense C. F.              | Orense                 | O Couto          | 5659  |
| Racing Vilalbés            | Villalba               | A Magdalena      | 2000  |
| Rápido de Bouzas           | Vigo                   | Baltasar Pujales | 2500  |
| Silva S. D.                | La Coruña              | A Grela          | 1000  |
| S. D. Sofán                | Carballo               | O Carral         | 1000  |
| U. D. Somozas              | Somozas                | Pardiñas         | 1000  |
| Viveiro C. F.              | Vivero                 | Cantarrana       | 1000  |

| Alondras Arzúa At.Arnoia Barco Choco Estradense Deportivo Fabril Juvenil de Ponteareas Noia Polvorín Ourense CF Rápido de Bouzas Racing Vilalbés Silva Sofán Somozas Viveiro |

### Equipos por provincia
| N.º | Provincia  | Equipos                                                               |
| --- | ---------- | --------------------------------------------------------------------- |
| 6   | La Coruña  | Arzúa, Fabril, Noia, Silva, Sofán y Somozas                           |
| 5   | Pontevedra | Alondras, Choco, Estradense, Juvenil de Ponteareas y Rápido de Bouzas |
| 3   | Lugo       | Polvorín, Racing Vilalbés y Viveiro                                   |
| 3   | Orense     | Atlético Arnoia, Barco y Ourense                                      |

## Clasificación
| Pos. | Equipo                          | Pts. | PJ | G  | E  | P  | GF | GC | Dif. |                                                                      |
| ---- | ------------------------------- | ---- | -- | -- | -- | -- | -- | -- | ---- | -------------------------------------------------------------------- |
| 1    | Polvorín F. C. (A, C)           | 68   | 32 | 20 | 8  | 4  | 54 | 23 | +31  | Ascenso a Segunda División RFEF                                      |
| 2    | Ourense C. F. (A)               | 67   | 32 | 19 | 10 | 3  | 48 | 21 | +27  | Acceso a Promoción de Ascenso a Segunda División RFEF y Copa del Rey |
| 3    | U. D. Somozas                   | 63   | 32 | 19 | 6  | 7  | 43 | 30 | +13  | Play-Offs Ascenso a Segunda Federación y Copa RFEF                   |
| 4    | C. D. Barco                     | 54   | 32 | 15 | 9  | 8  | 50 | 37 | +13  | Acceso a Promoción de Ascenso a Segunda División RFEF                |
| 5    | R. C. Deportivo Fabril          | 53   | 32 | 15 | 8  | 9  | 49 | 23 | +26  | Acceso a Promoción de Ascenso a Segunda División RFEF                |
| 6    | C. Rápido de Bouzas             | 51   | 32 | 12 | 15 | 5  | 39 | 26 | +13  |                                                                      |
| 7    | R. C. Villalbés                 | 50   | 32 | 12 | 14 | 6  | 43 | 24 | +19  |                                                                      |
| 8    | C. D. Estradense                | 44   | 32 | 12 | 8  | 12 | 36 | 40 | −4   |                                                                      |
| 9    | Alondras C. F.                  | 40   | 32 | 9  | 13 | 10 | 30 | 29 | +1   |                                                                      |
| 10   | Silva S. D.                     | 39   | 32 | 11 | 6  | 15 | 34 | 40 | −6   |                                                                      |
| 11   | C. S. D. Arzúa                  | 38   | 32 | 8  | 14 | 10 | 29 | 35 | −6   |                                                                      |
| 12   | Viveiro C. F.                   | 36   | 32 | 8  | 12 | 12 | 32 | 42 | −10  |                                                                      |
| 13   | C. D. Choco                     | 35   | 32 | 8  | 11 | 13 | 32 | 43 | −11  |                                                                      |
| 14   | C. F. Noia (D)                  | 29   | 32 | 7  | 8  | 17 | 30 | 49 | −19  | Descenso a Preferente Galicia                                        |
| 15   | S. D. Juvenil de Ponteareas (D) | 28   | 32 | 7  | 7  | 18 | 25 | 43 | −18  | Descenso a Preferente Galicia                                        |
| 16   | Atlético Arnoia (D)             | 22   | 32 | 4  | 10 | 18 | 25 | 54 | −29  | Descenso a Preferente Galicia                                        |
| 17   | S. D. Sofán (D)                 | 17   | 32 | 4  | 5  | 23 | 29 | 68 | −39  | Descenso a Preferente Galicia                                        |

Actualizado a los partidos jugados el 24 de abril de 2022.
 Fuente: Resultados Fútbol

## Resultados
| Local \ Visitante           | ALO | ARZ | ATL | BAR | CHO | EST | FAB | JUV | NOI | OUR | POL | RBO | SIL | SOF | SOM | VIL | VIV |
| --------------------------- | --- | --- | --- | --- | --- | --- | --- | --- | --- | --- | --- | --- | --- | --- | --- | --- | --- |
| Alondras C. F.              | —   | 2–0 | 2–1 | 2–1 | 0–1 | 2–2 | 1–0 | 2–0 | 0–2 | 0–0 | 1–2 | 1–1 | 0–2 | 4–1 | 0–0 | 0–0 | 2–0 |
| C. S. D. Arzúa              | 0–0 | —   | 1–1 | 1–0 | 1–1 | 0–1 | 2–1 | 1–0 | 1–1 | 0–1 | 1–1 | 0–2 | 1–1 | 3–0 | 0–2 | 2–1 | 1–0 |
| Atlético Arnoia             | 2–2 | 1–1 | —   | 1–1 | 2–2 | 2–1 | 0–3 | 1–1 | 3–2 | 0–3 | 0–1 | 1–2 | 0–1 | 2–1 | 1–1 | 1–1 | 1–1 |
| C. D. Barco                 | 2–2 | 1–3 | 3–0 | —   | 2–0 | 1–1 | 1–1 | 2–1 | 3–1 | 1–2 | 1–3 | 1–0 | 2–1 | 5–2 | 3–1 | 0–0 | 0–0 |
| C. D. Choco                 | 1–1 | 2–0 | 2–0 | 0–0 | —   | 2–4 | 0–3 | 2–0 | 1–1 | 0–1 | 2–1 | 2–2 | 1–0 | 2–1 | 0–1 | 1–1 | 1–1 |
| C. D. Estradense            | 1–1 | 1–0 | 1–0 | 2–4 | 1–1 | —   | 2–2 | 1–1 | 4–1 | 0–1 | 0–1 | 0–1 | 2–0 | 2–1 | 0–1 | 1–0 | 1–1 |
| R. C. D. Fabril             | 0–0 | 2–0 | 2–0 | 2–1 | 1–0 | 1–2 | —   | 1–1 | 0–0 | 0–1 | 4–1 | 3–0 | 6–1 | 2–0 | 3–0 | 0–0 | 2–0 |
| S. D. Juvenil de Ponteareas | 0–2 | 1–1 | 3–1 | 0–2 | 2–0 | 1–0 | 0–0 | —   | 1–2 | 0–2 | 0–2 | 1–0 | 0–1 | 1–1 | 0–1 | 2–0 | 3–1 |
| C. F. Noia                  | 2–1 | 1–1 | 0–0 | 1–2 | 3–0 | 0–1 | 0–3 | 3–1 | —   | 0–3 | 0–2 | 1–1 | 0–1 | 0–1 | 0–1 | 0–3 | 1–2 |
| Ourense C. F.               | 1–0 | 1–1 | 2–0 | 4–1 | 1–0 | 1–0 | 0–0 | 3–2 | 1–3 | —   | 0–0 | 0–0 | 1–1 | 2–2 | 4–0 | 1–0 | 2–2 |
| Polvorín F. C.              | 0–0 | 1–2 | 2–0 | 1–0 | 2–2 | 3–0 | 1–0 | 2–0 | 2–0 | 1–0 | —   | 1–1 | 4–0 | 3–0 | 0–1 | 1–1 | 2–1 |
| C. Rápido de Bouzas         | 3–0 | 2–0 | 3–0 | 1–1 | 0–0 | 0–1 | 3–1 | 1–1 | 3–1 | 1–1 | 2–2 | —   | 1–0 | 1–0 | 0–0 | 2–2 | 3–1 |
| Silva S. D.                 | 1–0 | 0–0 | 1–0 | 0–1 | 3–0 | 5–0 | 1–2 | 2–0 | 0–1 | 1–2 | 1–3 | 0–1 | —   | 2–0 | 2–2 | 0–0 | 3–1 |
| S. D. Sofán                 | 0–2 | 2–2 | 0–3 | 1–2 | 1–3 | 1–2 | 0–3 | 2–1 | 1–1 | 1–4 | 1–2 | 1–1 | 2–0 | —   | 0–1 | 1–2 | 1–0 |
| U. D. Somozas               | 0–0 | 2–0 | 2–1 | 0–2 | 2–1 | 2–0 | 3–1 | 2–0 | 2–0 | 4–2 | 1–3 | 3–1 | 3–2 | 2–0 | —   | 1–1 | 1–2 |
| R. C. Villalbés             | 1–0 | 2–2 | 4–0 | 1–2 | 2–0 | 2–2 | 1–0 | 2–0 | 3–1 | 0–1 | 1–1 | 0–0 | 4–0 | 3–2 | 1–0 | —   | 0–0 |
| Viveiro C. F.               | 2–0 | 1–1 | 2–0 | 2–2 | 3–2 | 1–0 | 1–0 | 0–1 | 1–1 | 0–0 | 0–3 | 0–0 | 1–1 | 5–2 | 0–1 | 0–4 | —   |

### Máximos goleadores
| Pos. | Jugador            | Equipo          | Goles |
| ---- | ------------------ | --------------- | ----- |
| 1.º  | Dani Pedrosa       | R. C. Villalbés | 14    |
| 2.º  | Davo               | R. C. D. Fabril | 14    |
| 3.º  | David Rojo         | Polvorín F. C.  | 14    |
| 4.º  | Javier Pazos       | C. D. Barco     | 13    |
| 5.º  | Miguel Ángel Duque | C. D. Barco     | 12    |

## Play Off de Ascenso a Segunda División RFEF
Equipos clasificados
| Pos. | Grupo I                |
| ---- | ---------------------- |
| 2.°  | Ourense C. F.          |
| 3.°  | U. D. Somozas          |
| 4.°  | C. D. Barco            |
| 5.°  | R. C. Deportivo Fabril |

|  | Semifinales            | Semifinales       |             |               | Final             | Final             |  |
|  | 1 de mayo de 2022      | 1 de mayo de 2022 |             |               | 8 de mayo de 2022 | 8 de mayo de 2022 |  |
|  |                        |                   |             |               |                   |                   |  |
|  |                        |                   |             |               |                   |                   |  |
|  | Ourense C. F.          | 1                 |             |               |                   |                   |  |
|  | Ourense C. F.          | 1                 |             |               |                   |                   |  |
|  | R. C. Deportivo Fabril | 0                 |             |               |                   |                   |  |
|  | R. C. Deportivo Fabril | 0                 |             | Ourense C. F. | 1                 |                   |  |
|  |                        |                   |             | Ourense C. F. | 1                 |                   |  |
|  |                        |                   | C. D. Barco | 0             |                   |                   |  |
|  | U. D. Somozas          | 2                 | C. D. Barco | 0             |                   |                   |  |
|  | U. D. Somozas          | 2                 |             |               |                   |                   |  |
|  | C. D. Barco            | 3                 |             |               |                   |                   |  |
|  | C. D. Barco            | 3                 |             |               |                   |                   |  |
|  |                        |                   |             |               |                   |                   |  |

## Clasificado a la Copa del Rey
| Bandera de Galicia |
| Ourense C. F.      |
| 2.º Grupo          |

Nota: Hay posibilidad de que el subcampeón se clasifique a la Copa del Rey si no es un equipo filial.